# Palacio de Sobrellano
El palacio de Sobrellano, también conocido como palacio del marqués de Comillas, situado en la población de Comillas (Cantabria, España) fue obra del arquitecto catalán Joan Martorell quien lo construyó por encargo del primer marqués de Comillas, Antonio López y López, acabando las obras en el año 1888. 
Junto al palacio se encuentra la hermosa capilla-panteón de corte también gótico perpendicular inglés y centroeuropeo con mobiliario de Gaudí y esculturas modernistas de Joan Roig, Josep Llimona, Venancio Vallmitjana y Agapito Vallmitjana.

## Historia
Antonio López y López, uno de los hombres más ricos de su tiempo y recién nombrado marqués de Comillas, pretendió adaptar sus propiedades a la nueva posición social y que reflejara su personalidad. Por ello ordenó la construcción de un palacio, diseño de Joan Martorell i Montells es de alrededor de 1878, con el que atraer al rey Alfonso XII y su séquito para hacer de Comillas un destino de veraneo real. 
El palacio fue construido entre 1881 y 1888 bajo la dirección de obra de Cristóbal Cascante. Fue el primer edificio de España en utilizar la luz eléctrica, ya que el primer marqués la mandó instalar para una de las visitas de Alfonso XII, aunque finalmente se alojó en la casa Ocejo ya que la instalación no estuvo terminada a tiempo.El edificio es inaugurado años después de la muerte del I Marqués.
Actualmente el palacio es propiedad del Gobierno de Cantabria y es un museo visitable mediante visita guiada.

## Arquitectura
El edificio, de estilo neogótico, tiene planta rectangular y posee en el interior muebles de Antoni Gaudí y pinturas de Eduardo Llorens. Las tarimas de los suelos están hechas de roble americano y ébano, y las puertas, de nogal. 
La fachada es espectacular, realizada en piedra de Carrejo, con galerías abiertas decoradas con arcaduras trilobuladas y columnata. Las columnas se concluyen con remates en forma de flor de lis, coronas o caballos alados, obra de Joan Roig.
La sala más decorada es el salón central o del trono. Destaca por su artesonado y las paredes, decoradas con pan de oro, y las vidrieras de los talleres de Eudaldo Amigó. Las pinturas murales fueron realizadas por Eduardo Llorens y narran los acontecimientos más significativos del marquesado de Antonio López y López: la inauguración del Seminario de Comillas (1887), la bendición de la Capilla-Panteón (1881), la gran revista naval ofrecida en el Puerto de Comillas durante la visita regia de 1881 y el embarque en el puerto de Barcelona de los voluntarios catalanes en el vapor “España”, cedido por la Compañía Trasatlántica de López y López, con el que apoyó al rey en la guerra de los Diez Años.

## Influencia
Obras como este palacio, el Capricho de Gaudí, el Quiosco de Comillas, la Universidad Pontificia o el cementerio con su magnífica escultura de El Ángel exterminador de Josep Llimona sobre las ruinas del viejo monasterio gótico hicieron que importantes arquitectos y artistas modernistas catalanes del momento dejaran su impronta en esta población.

## El Palacio en el cine
El edificio aparece en las siguientes películas:
- La residencia (España, 1969).
- Vera, un cuento cruel (España, 1973).
- Sexykiller (España, 2008).
- La herencia Valdemar (España, 2009).
- Fuga de cerebros 2 (España, 2011).
- Altamira (España, 2016).

## Galería

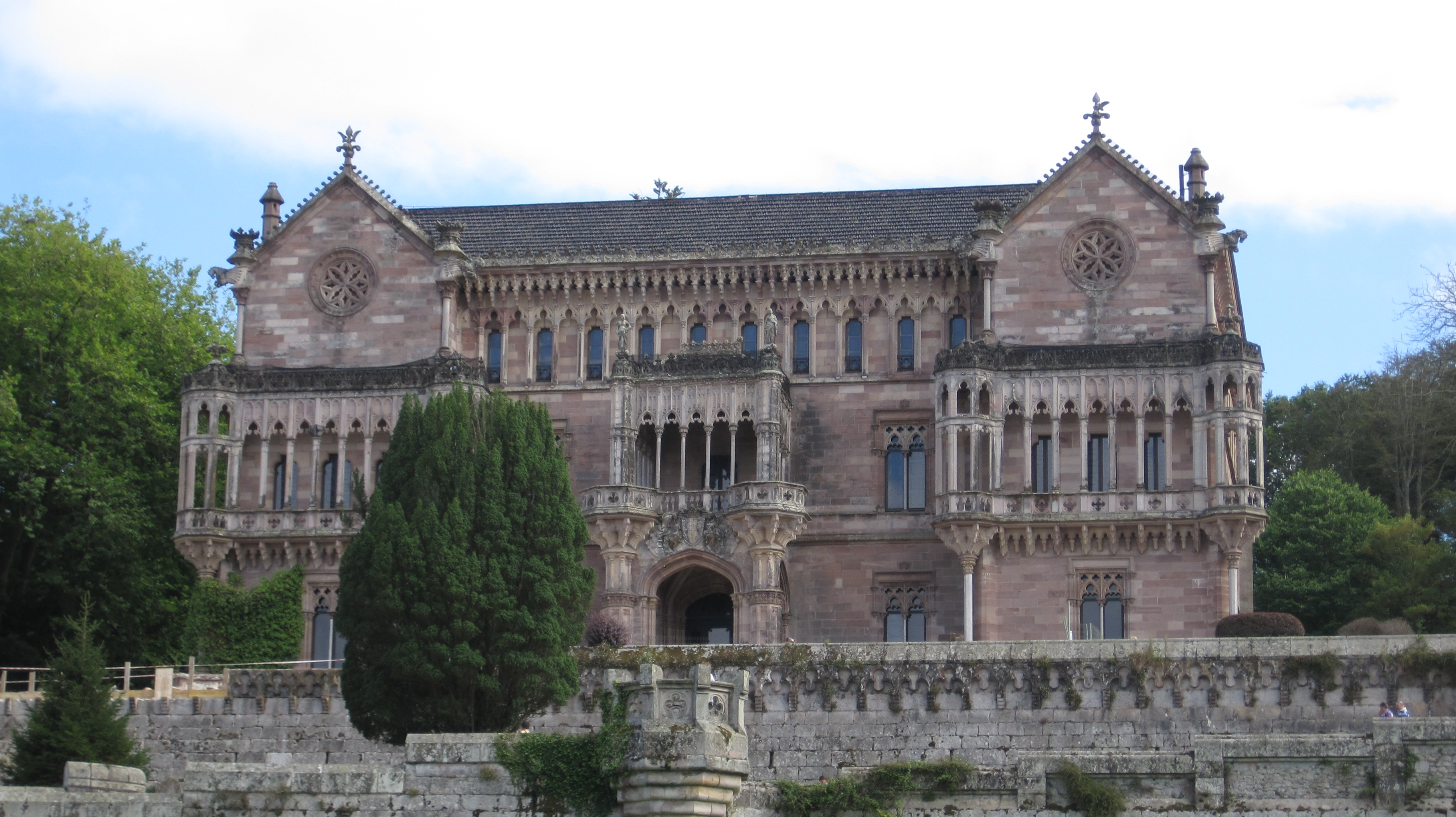
Fachada principal
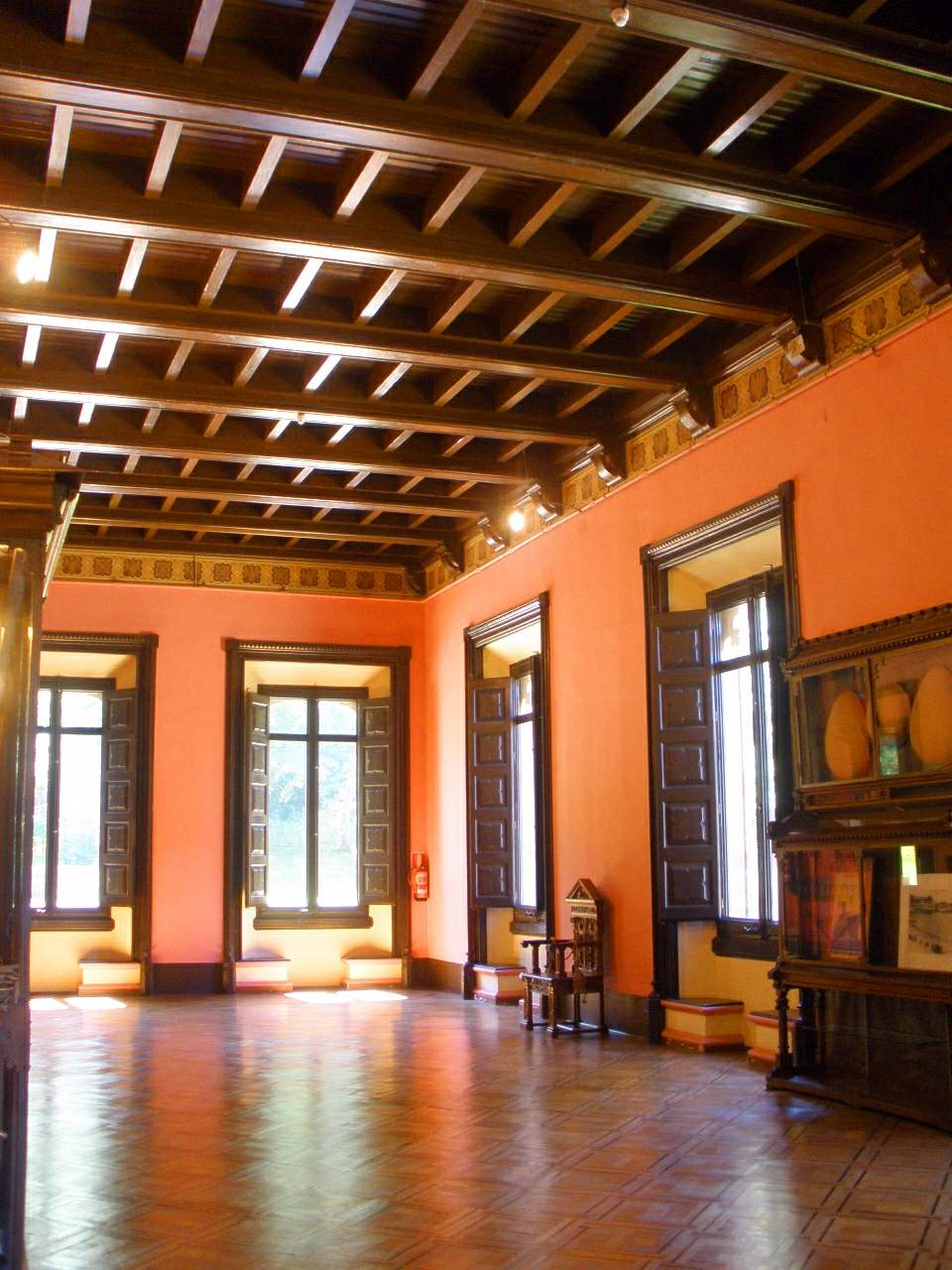
Habitación interior del palacio
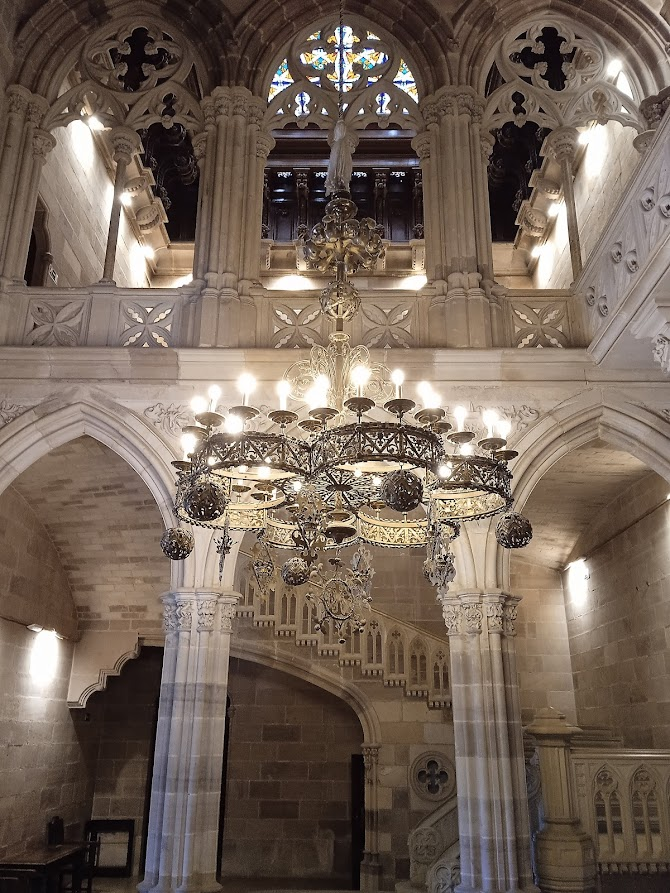
Escaleras
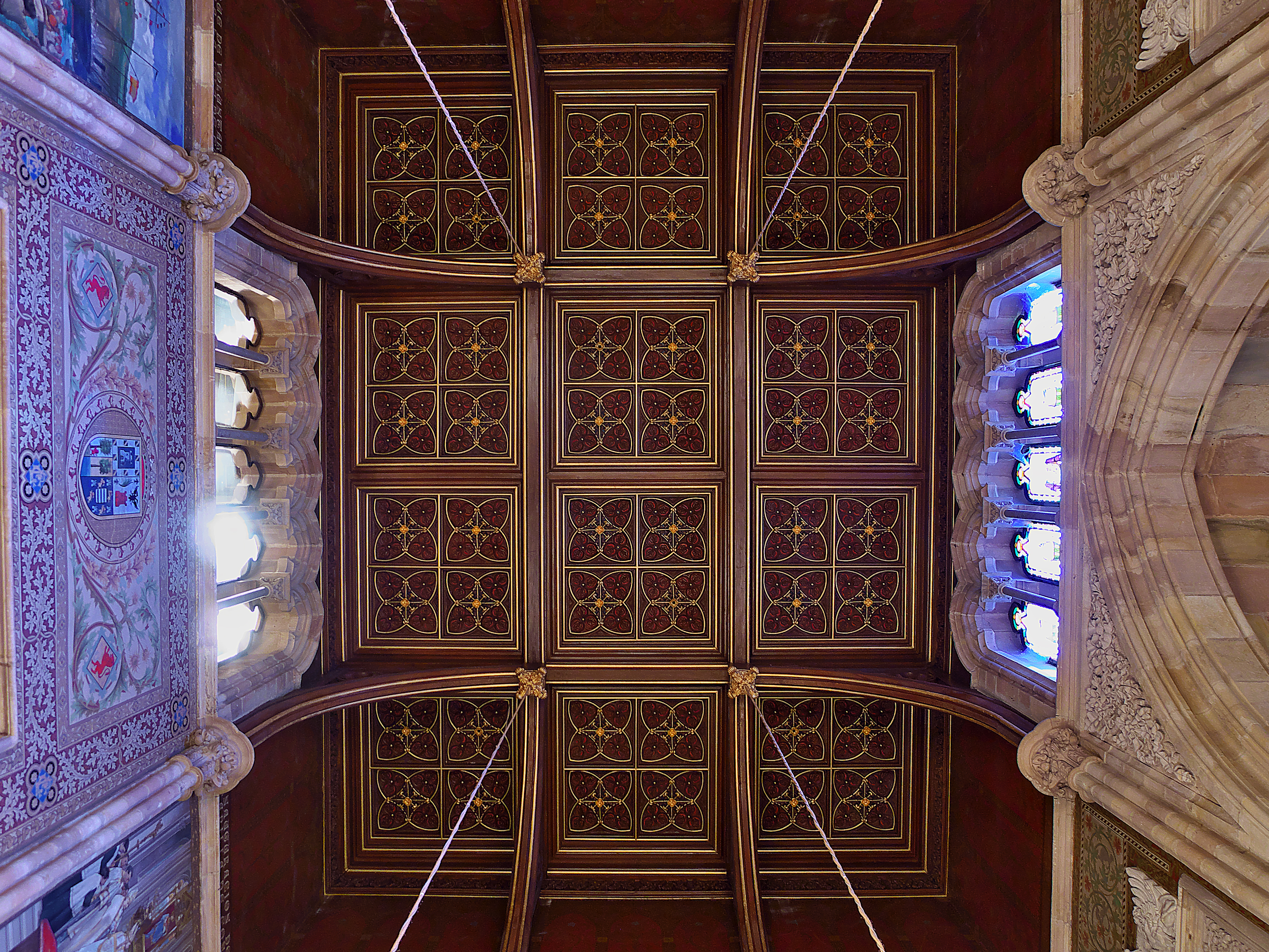
Artesonado de la sala del trono